# Бельвельйо
Бельвельйо (італ. Belveglio, п'єм. Birvèj) — муніципалітет в Італії, у регіоні П'ємонт,  провінція Асті.
Бельвельйо розташоване на відстані близько 470 км на північний захід від Рима, 60 км на південний схід від Турина, 13 км на південний схід від Асті.
Населення — 348 осіб (2014).
Щорічний фестиваль відбувається 8 вересня, на свято Різдва Пресвятої Богородиці.

## Демографія
Населення за роками:

Станом на 1 січня 2023 року в муніципалітеті офіційно проживало 30 іноземців з 12 країн, серед них 15 громадян країн Євросоюзу та 1 громадянин України.

## Сусідні муніципалітети
- Кортільйоне
- Момберчеллі
- Роккетта-Танаро
- Вінкьо